# I modi
I modi (italienska för 'Sätten') är en ryktbar erotisk bok från den italienska renässansen. Boken är från 1524 och innehåller en serie sexuella ställningar, oförtäckt avbildade i form av kopparstick av Marcantonio Raimondi. Originalutgåvan blev av allt att döma fullständigt förstörd av företrädare för den katolska kyrkan, och bara fragment finns kvar.
Några år senare gjordes en ny upplaga, då åtföljda av frispråkiga sonetter av Pietro Aretino, vilka ytterligare beskrev de sexuella nakenakterna. Även denna utgåva föll offer för censuren och förstördes. De ursprungliga kopparsticken kopierades dock, förmodligen av Agostino Carracci mot slutet av 1500-talet, och denna version har bevarats in i vår tid.

## Innehåll

### Originalutgåvan
Originalutgåvan skapades av gravören Marcantonio Raimondi. Enligt traditionen utgick hans sexton bilder av samlagsställningar från en serie erotiska teckningar som Giulio Romano gjort på uppdrag av Federico II Gonzaga, som förstudier till fresker i denne hertigs nya lantställe, Palazzo Te utanför Mantua. Raimondi hade tidigare arbetat mycket tillsammans med Romanos mästare och lärare Rafael vilken hade avlidit år 1520. Raimondi hade framställt grafik av Rafaels arbeten och gjorde nu likadant för hans elev.

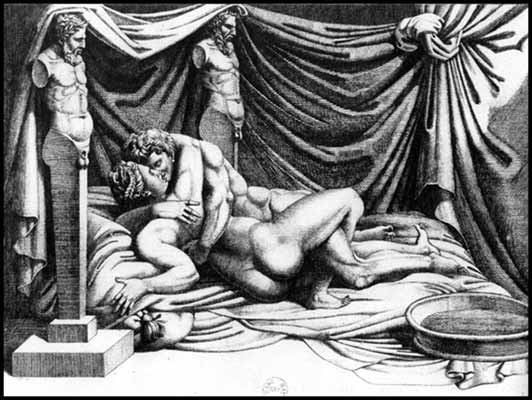
Marcantonio Raimondi: Modo I. Det enda bevarade kopparsticket från de förbjudna och brända utgåvorna 1524 och 1527 av I modi.

De aktuella kopparsticken offentliggjordes av Raimondi år 1524 och ledde till att han sattes i fängelse av påve Clemens VII. Alla kopior av utgåvan förstördes. Guilio Romano blev inte varse kopparsticken förrän poeten Pietro Aretino kom för att se originalen medan Romano ännu funderade på att överföra dem till vägg. Mot Romano väcktes inget åtal eftersom hans bilder till skillnad från Raimondis inte var avsedda för offentligt bruk. Aretino var för övrigt den som genom övertalningsförmåga, hot om förtal och utpressning lyckades få gravören Raimondi fri. Han lät sig dessutom inspireras av samlagsscenerna till egna sexuellt frispråkiga sonetti lussuriosi ("vällustiga sonetter").

### Andra utgåvan
I modi publicerades därpå en andra gång år 1527, nu tillsammans med Pietro Aretinos dikter. Detta var första gången erotisk text och bild sammanfördes, även om påvedömet återigen beslagtog alla exemplar det kom åt. Raimondi slapp fängelse denna gång, men censuren var lika sträng vid båda tillfällen. Inga originalexemplar av denna utgåva finns bevarade, med undantag av ett fåtal brottstycken på British Museum, samt två exemplar av modo I, den första ställningen.

### Utgåvan 1550
På 1920-talet upptäcktes ett bokexemplar med grovt gjorda träsnitt som illustrationer. Boken var tryckt i Venedig år 1550, medan Pietro Aretino ännu levde och bodde där. Den är inbunden tillsammans med några andra texter av Aretino och innehåller femton av de sexton ställningarna.
Deras produktion ägde rum i en miljö präglad av efterdyningarna av tridentinska kyrkomötet (1545–1563), vilken uppmuntrade religiös konst och en återhållsam världslig och offentlig konst.

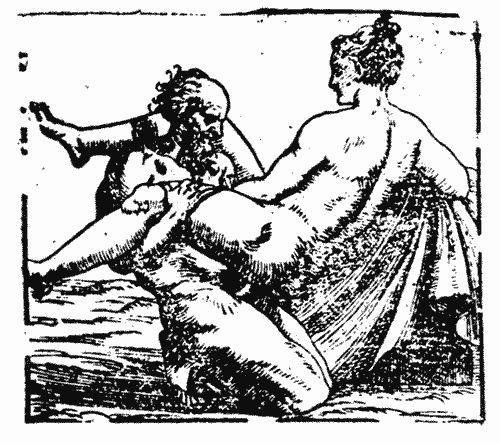
Anonymt träsnitt av Modo XVI (1550).

### Senare historik
Bortsett från den uppenbara förlusten som förstörelsen av Raimondis originalverk utgör idag, verkar det ändå säkert att en hel uppsättning bilder har bevarats in i vår tid. Både 1550 års träsnitt och en svit med grafiska blad från den tidiga italienska barocken överensstämmer såväl kompositionsmässigt som stilistiskt med de fragment som är kvar. Den sistnämnda barocksviten producerades för privata samlare och offentliggjordes första gången i det ännu revolutionära och libertinskt antiklerikala Paris år 1798, den så kallade Carracci-sviten. Kopparsticken tros ha gjorts av Camillo Procaccini på basis av Agostino Carraccis teckningar.

## Utgåvor
- Pietro Aretino: Poesie varie, vol I, t. I (Rom: Salerno, 1992)
- I modi. The sixteen pleasures. An erotic album of the Italian renaissance. Giulio Romano, Marcantonio Raimondi, Pietro Aretino and Count Jean-Frédéric-Maximilien de Waldeck; edited, translated from the Italian and with a commentary by Lynne Lawner (Evanston, Illinois, 1984; London : Owen, 1988) ISBN 0-7206-0724-8
- Stellungen, tysk tolkning av Thomas Hettche, som också försett utgåvan med tre essäer i ämnet (Köln: DuMont Literatur und Kunst Verlag, 2003) ISBN 3-8321-7836-8

### Allmänna källor
- Francis Haskell: Taste and the Antique (New Haven: Yale University Press, 1981)  ISBN 0-300-02641-2
- Thomas Hettche: Ein verbotenes Buch; Modi, attitudini e posituri och Vom Anfang und Ende der Pornografie. Ingår i tolkningsvolymen Stellungen (Köln: DuMont Literatur und Kunst Verlag, 2003) ISBN 3-8321-7836-8
- P. J. Kearney: A History of Erotic Literature (Macmillan 1982)
- Walter Kendrick: The Secret Museum, Pornography in Modern Culture (1987:59)